# Synegiodes hyriarius
Synegiodes hyriarius är en fjärilsart som beskrevs av George Francis Hampson 1895. Synegiodes hyriarius ingår i släktet Synegiodes och familjen mätare. Inga underarter finns listade i Catalogue of Life.